# كركار

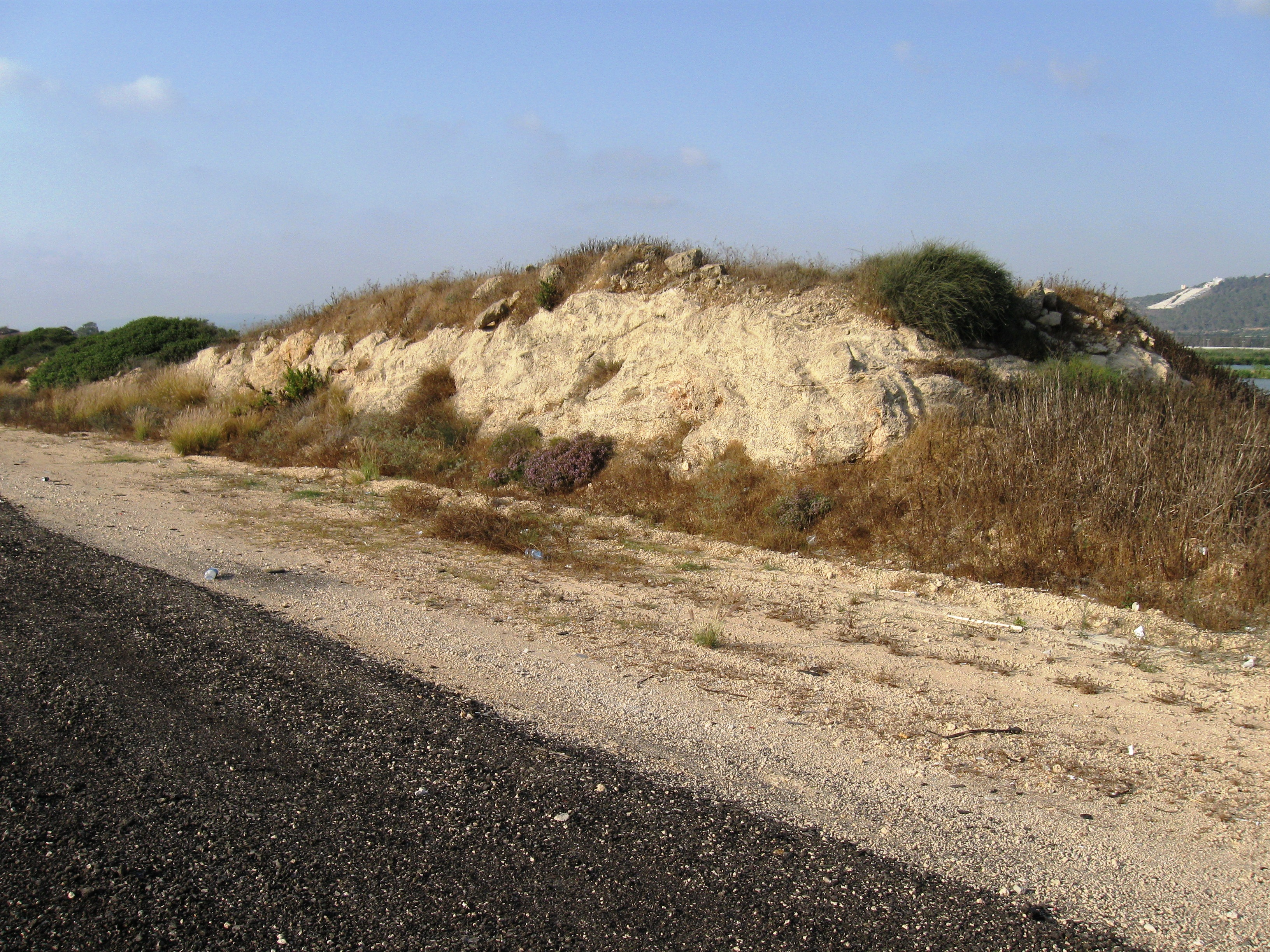
سلسلة تلال كركار بالقرب من زخرون يعكوف ، إسرائيل

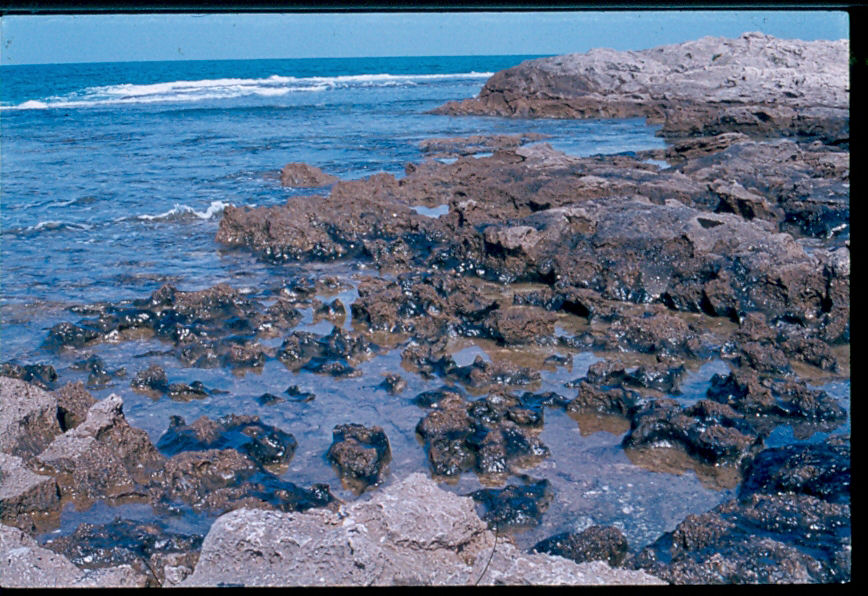
كركار مكشوف في شاطئ خربة البرج بالقرب من الطنطورة

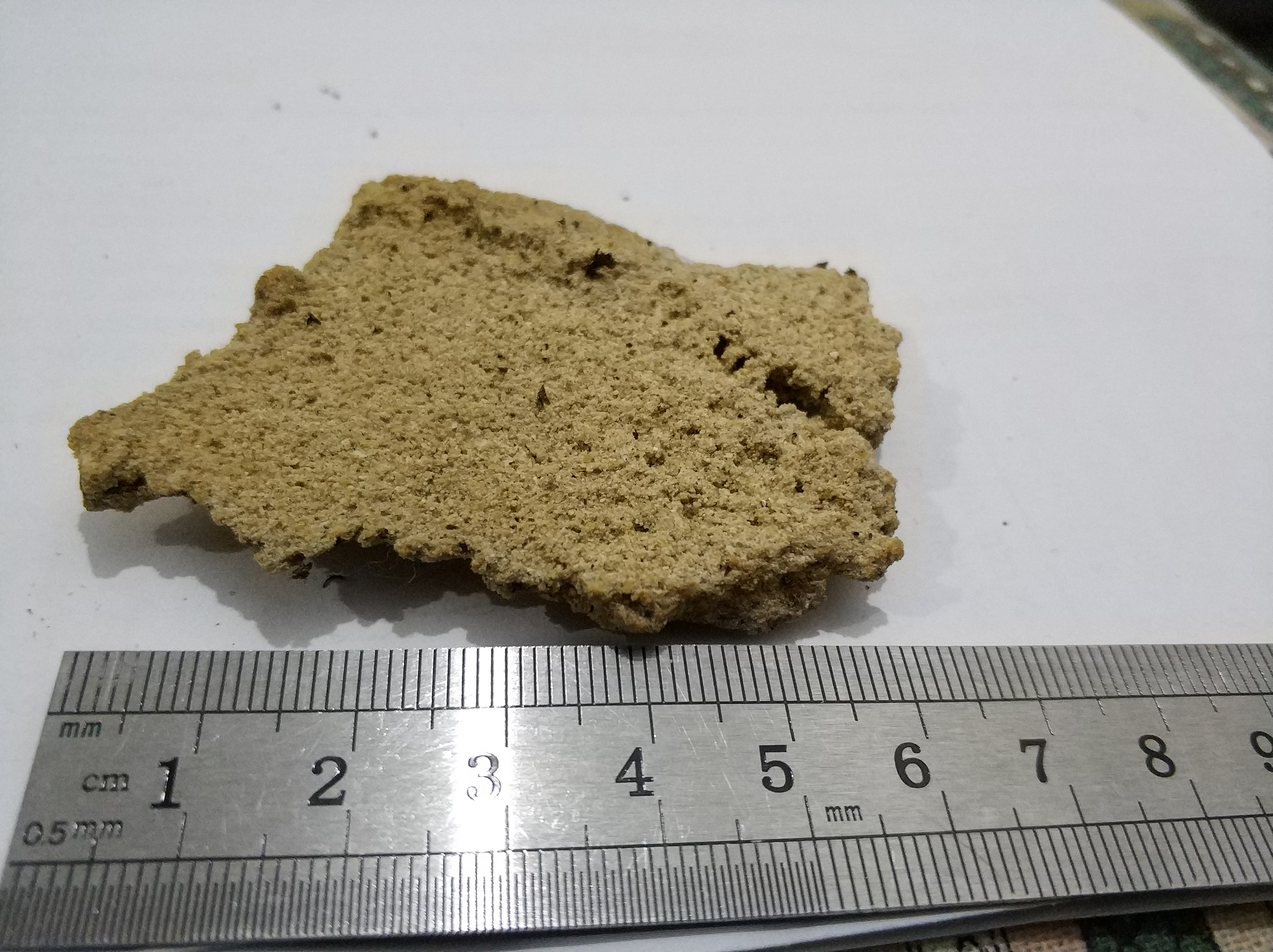
حجر كركار عن كثب. يمكن رؤية حبيبة الرمل الصغيرة

كركار هو مصطلح يستخدم في اللهجة الفلسطينية العربية والعبرية الحديثة (العبرية الحديثة : كركور) - من بعد أن تم إستعارته من اللغة العربية - لتسمية نوع من الصخور التي تتكون منها الكثبان الرملية المتواجدة على شاطئ البحر والتي مرت بعملية تحجر الرواسب. المصطلح المكافئ والمقابل لهذا المصطلح، الذي يتم إستخدامه في لبنان هو الرملة. كركار هو اسم محلي لحجر رملي مكون من مرو العوامل الريحية مع كربونات إسمنت، وبعبارة أخرى نوع من الرواسب الريحية ‏ أو كالكرينيت (حجر رملي كلسي أو حجر حبيبي ‏)، يتواجد الكركار على السواحل الشامية للبحر المتوسط ؛ في تركيا ،  سوريا ولبنان وفلسطين التاريخية (يشمل فلسطين  وقطاع غزة) وشمال شبه جزيرة سيناء. تنتشر سلسلات التلال الكركارية على ساحل فلسطين، من منطقة تل أبيب شمالاً. في جنوب جبل الكرمل ، تشكل هذه السلسلات محاذاة متوازية، نتيجة السواحل البحرية المتعدية . الكركار هو نتيجة رمال التي حملت مرو ووقعت في مهب الريح (العوامل الريحية)؛ وبالتالي، كونت الكثبان الرملية خلال العصر الحديث الأقرب ،  والتي تم ترسيخها وتثبيتها بواسطة الكربونات التي تحولها إلى الحجر الرملي (عملية الترسيب الريحي) ، لتشكيل سلسلة تلال متتالية على طول الشاطئ. يتواجد كركار على الشاطئ وكذلك تحت مستوى سطح البحر الحالي، على الرف القاري. هناك ثلاثة من سلاسل التلال المكونة من الحجر الرملي موجودة تحت سطح الماء قبالة سواحل إسرائيل واثنان على سطح الأرض. كما وتقوم التكونات الكركارة الناشئة الأصغر حجما ببناء جزر أو جزر صغيرة على طول ساحل فلسطين ولبنان (في صيدا وبالقرب من طرابلس) وسوريا (أرواد). رواسب الكركار الساحلية السهلية المكونة من الحجر الرملي الكلسي المركب من حبيبات متوسطة إلى شديدة الخشونة في قطاع غزة ، تتميز بطبقية منحنية .
تتكون الكثبان الرملية الساحلية في فلسطين، وهي موطن للعديد من الأنواع النادرة من النباتات والحيوانات، من كركار تتخللها الحمرة؛ تربة طفالية رملية حمراء. حتى بداية القرن العشرين، كانت فلسطين (في ذلك الحين تحت الإمبراطورية العثمانية) تحتوي على 285 كيلومتر مربع من تشكلات الكركار والحمرة. بسبب أعمال البناء والزراعة واستخدام مركبات الطرق الوعرة، تقلص طول هذه التشكلات إلى 109 كيلومترات مربعة.
توفر تلال الكركار في فلسطين وإسرائيل مواقع تعشيش لأنواع طيور وروار مهددة بالانقراض؛ وهي، وروار أوروبي. وتسعة أنواع من النباتات البرية الأصلية لساحل حدود إسرائيل فقط، مثل السوسن الأرجواني الداكن.
في شهر أيار / مايو عام 2009 ، أجريت دراسة تجريبية على يد فريق من العلماء الذين قاموا بجمع البيانات الجيولوجية والجيوفيزيائية والجيوكيميائية والبيولوجية بالقرب من سلسلة كركار بستان هاجليل (بجانب المنشية) في الجليل الشمالي. تم رسم وخطخطة سلسلة التلال بواسطة السونار متعدد الأحزمة، وكان ذلك خلال المسح الوطني لقياس الأعماق في إسرائيل.

## روابط خارجية
- Frechen، Manfred؛ Neber، Alexander؛ Tsatskin، Alexander؛ Boenigk، Wolfgang؛ Ronen، Avraham (يناير 2004). "Chronology of Pleistocene sedimentary cycles in the Carmel Coastal Plain of Israel". Quaternary International. ج. 121 ع. 1: 41–52. Bibcode:2004QuInt.121...41F. DOI:10.1016/j.quaint.2004.01.022.